# 曇林
曇林禪師，又作曇琳，號法林，是中國禪僧，禪宗達摩祖師弟子，慧可大師的同修，約為南北朝末年至隋代時人，致力於經典翻譯及教學。相傳達摩曾口述《二入四行論》，由曇林紀錄。

## 生平
曇林精通漢文與梵文，曾於北魏元象元年（538年）至東魏武定元年（543年）間參與瞿曇般若流支、毗目智仙、菩提流支、佛陀扇多等諸師的譯經工作。
曇林與慧可年紀相近、兩人並為同修好友，不過曇林相對著重經典教法。達摩涅槃之後，曇林在東魏鄴都（今河南省安陽縣）講《勝鬘經》，闡述如來藏佛理，吉藏（嘉祥大師）著作《勝鬘寶窟》時亦曾引用其說法；慧可也在此傳授「如來正法無上妙法禪法」，其理論在當時被許多比丘排斥，故被門徒甚多的道恆禪師迫害。
北周建德三年（574年）、北周武帝滅佛時，曇林和慧可共同保護佛經及佛像，過程中曇林為賊人砍去一臂（故又稱「無臂林」），慧可曾保護、服侍之，此故事於後世訛傳為慧可斷臂求法之傳說。